# ایپلیک بازار
ایپلیک بازار (به لاتین: Iplik Bazar–Korkut Effendi) یک منطقهٔ مسکونی در قبرس شمالی است که در ناحیه نیکوزیا واقع شده‌است. ایپلیک بازار ۲۲۹ نفر جمعیت دارد.